# Nankana Sahib
Nankana Sahib ist die Hauptstadt des gleichnamigen Distrikts in der Provinz Punjab in Pakistan und ein bedeutender Wallfahrtsort der Sikhs.

## Lage und Größe

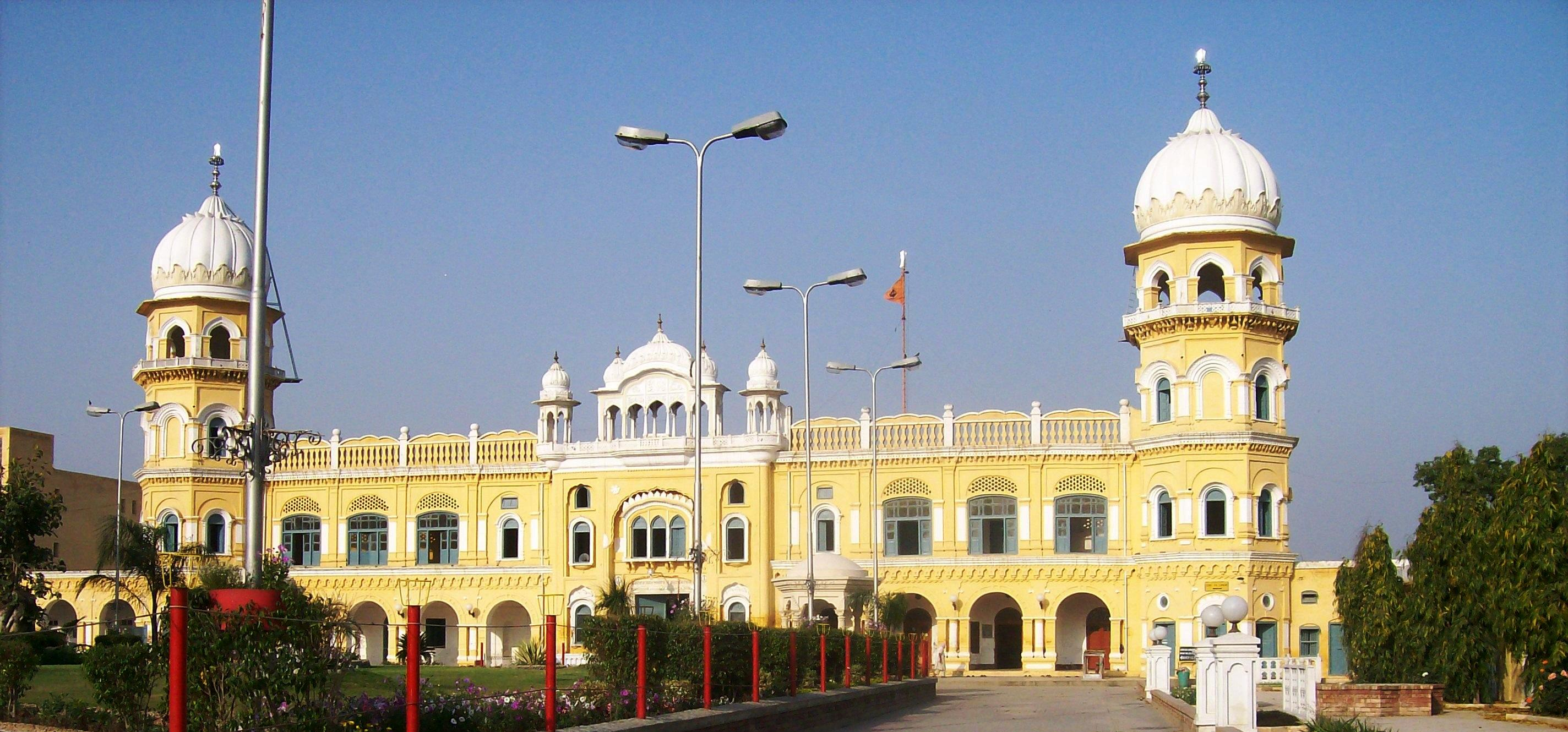
Der Schrein Gurdwara Janam Asthan

Nankana Sahib liegt 65 km westlich der Provinzhauptstadt Lahore und 75 km östlich von Faisalabad sowie 187 m. ü. d. M. an der Bahnlinie von Sheikhupura nach Shorkot. Bei der Volkszählung von 2017 lag die Einwohnerzahl bei 79 540. Seit 2005 ist Nankana Sahib die Hauptstadt des aus drei Landkreisen (Tehsil) bestehenden gleichnamigen Distrikts.

## Bedeutung als Wallfahrtsort
Nankana Sahib, das ursprünglich Rai Bhoi Ki Talvandi hieß, erhielt seinen jetzigen Namen nach dem Tode des Gründers der Sikh-Religion, Nanak Dev, der hier am 14. April 1469 geboren wurde. Bereits im 16. Jahrhundert wurde an der Stätte seiner Geburt der Schrein Gurdwara Janam Asthan errichtet. Die heutigen Gebäude wurden im 19. Jahrhundert von Ranjit Singh erbaut.
Im Innern der ausgedehnten Schreinanlage befinden sich unter anderem ein großes Becken für rituelle Waschungen sowie ein Innenhof mit einem Denkmal, das an die 260 Opfer eines Massakers erinnert, das am 20. Februar 1920 unter den Anhängern verschiedener Strömungen des Sikhismus auf dem Gelände des Schreins angerichtet wurde.
Nach der Unabhängigkeit Pakistans 1947 verließen die meisten Sihks das Land, so dass heute nur noch wenige Einwohner der Stadt Anhänger des Sikhismus sind. Die Schreinanlage ist jedoch frei zugänglich und wird an bestimmten Feiertagen von vielen Pilgern aus Indien besucht. Ein weiterer bedeutender und vielbesuchter Wallfahrtsort der Sikhs in Punjab ist der unmittelbar an der Grenze zu Indien gelegene Tempel Gurdwara Darbar Sahib Kartarpur unweit der Stadt Narowal. Er wurde an der Stelle gebaut, an der Guru Nanak Dev am 22. September 1539 starb.

## Persönlichkeiten
- Prithipal Singh (1932–1983), indischer Hockeyspieler